# Kontumia heterophylla
Kontumia heterophylla là một loài dương xỉ trong họ Polypodiaceae. Loài này được S.K. Wu & K.L.. Phan mô tả khoa học đầu tiên năm 2005.
Danh pháp khoa học của loài này chưa được làm sáng tỏ. 